# NMBS/SNCB-Reihe 205
Bei den Fahrzeugen der Reihe 205 (ab 1971: Reihe 55) der belgischen Staatsbahnen (NMBS/SNCB) handelt es sich um eine Serie von insgesamt 42 sechsachsigen Diesellokomotiven, die seit 1961 vorrangig vor Güterzügen zum Einsatz kommen. Zusammen mit der Reihe 200 bilden die Fahrzeuge der Reihe 55 die zweite Generation von Diesellokomotiven bei den belgischen Staatsbahnen.
Zwanzig Exemplare beschaffte die luxemburgische Staatsbahn CFL. Dort wurden sie als Reihe 1800 geführt.

## Entwicklung
Die Konstruktion erfolgte in den Jahren 1961 und 1962. Wie auch die Vorgängerbaureihen 202 und 203 erhielt die Reihe 55 die Fahrmotoren von General Motors, der Wagenkasten wurde jedoch von La Brugeoise et Nivelles gefertigt. Der Wagenkasten ist gelb mit dunkelgrünen Streifen lackiert. Zu Beginn hatten die Lokomotiven nur drei Signalleuchten, wobei über einen Farbfilter zwischen Spitzen- und Schlusslicht geschaltet werden konnte. Noch in den 1960er Jahren wurden die Schlusslichter separat eingebaut.

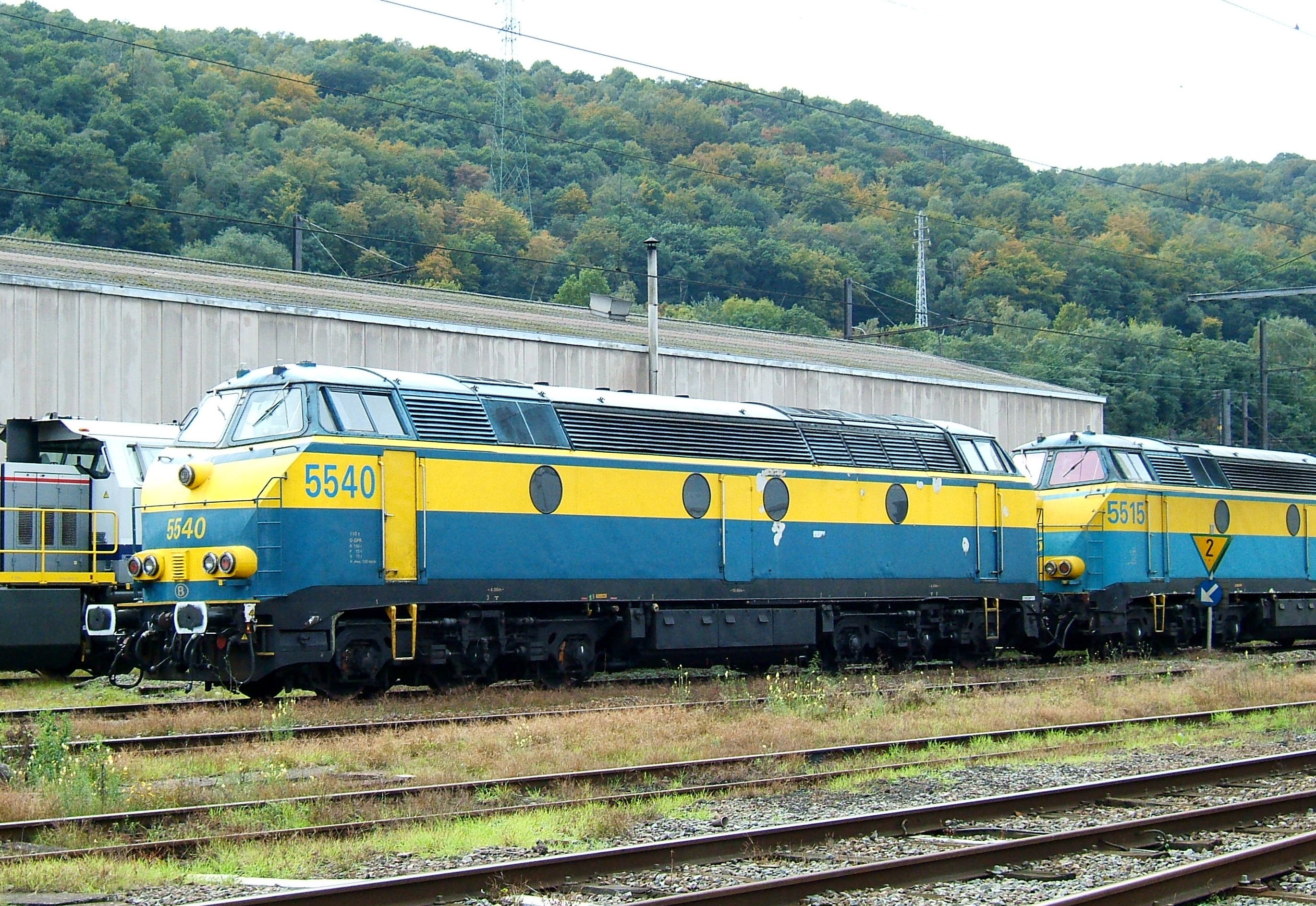
5540 und 5515 in blauer Lackierung in Kinkempois

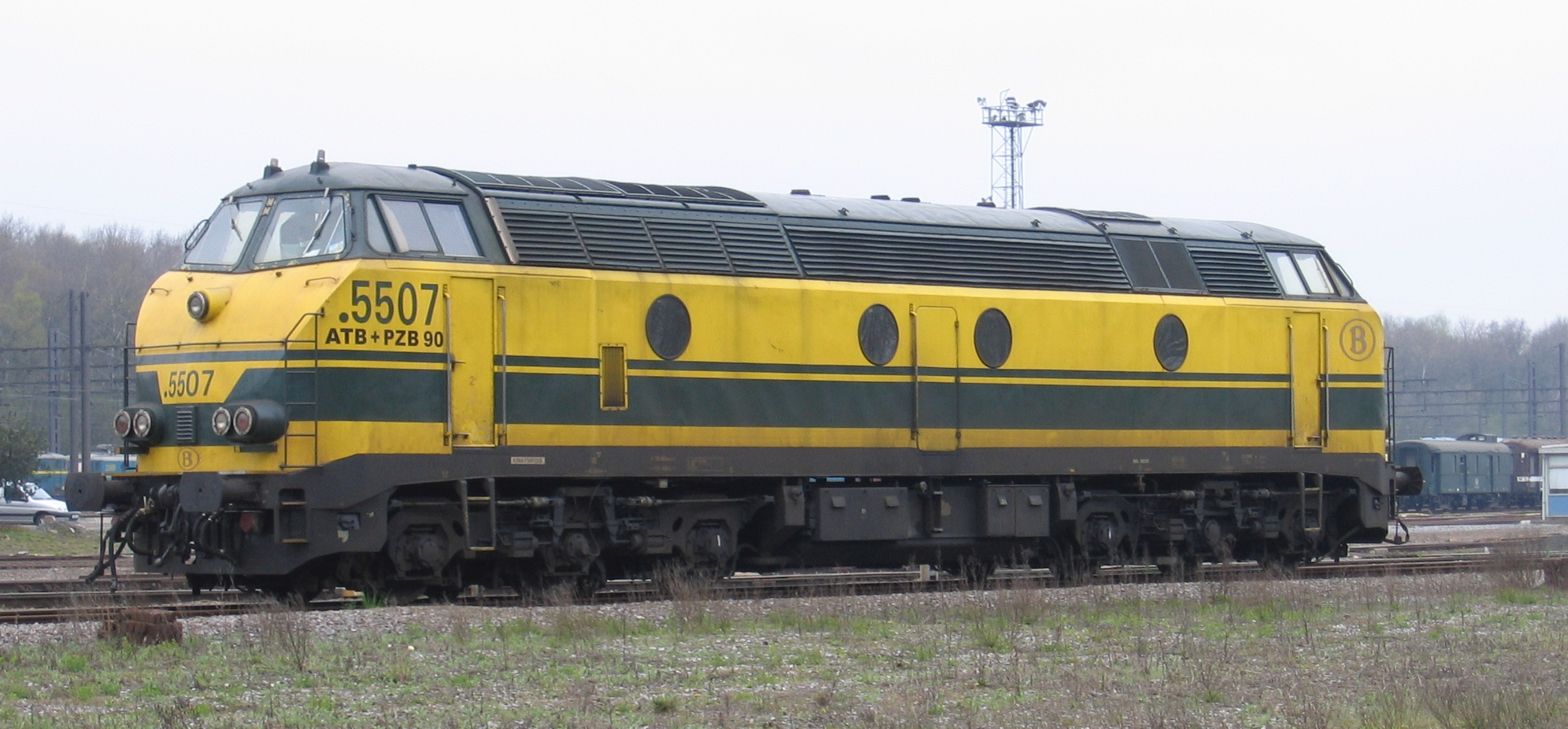
5507 mit ATB und PZB90 in Montzen

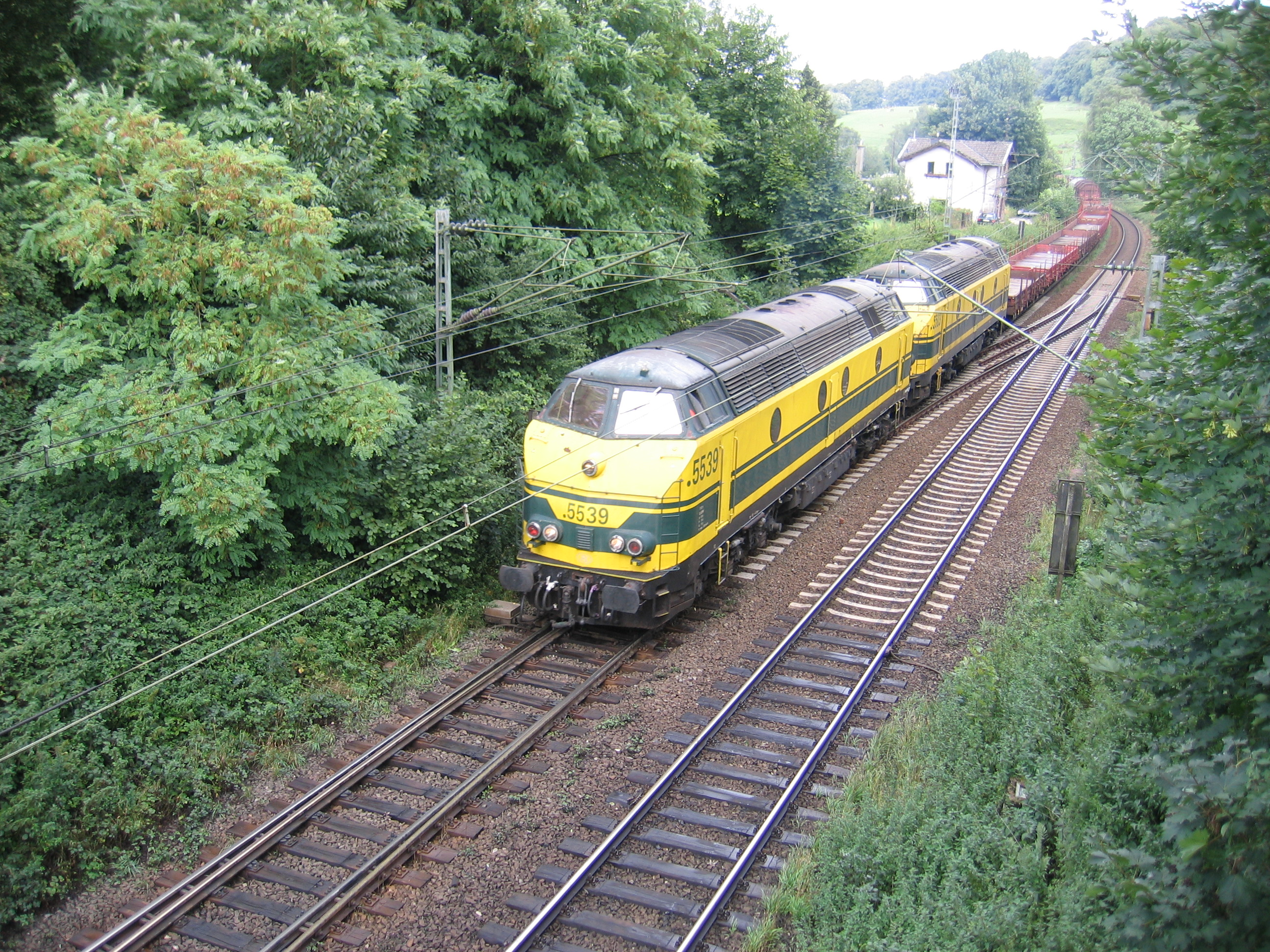
5539 vor dem Gemmenicher Tunnel, Dreiländereck

Mitte der 1970er Jahre versah die NMBS/SNCB die Lokomotiven 5001, 5540 und 5542 mit Hochspannungs-Generatoren, um einen Einsatz vor Personenzügen zu ermöglichen. Nach einer dreijährigen Testphase zwischen 1976 und 1979 wurden weitere Lokomotiven umgerüstet, optisch sind diese an einer gelb-blauen Lackierung zu erkennen.
Die Lokomotiven verkehren überwiegend in Wallonien, vorrangig auf der Athus-Maas-Linie und der Bahnstrecke Lüttich–Luxemburg. Sechs Loks sind für Bergungsfahrten auf der HSL 1 mit dem Signalsystem TVM 430 und einer Scharfenbergkupplung ausgerüstet worden. Fünf weitere Lokomotiven waren für den grenzüberschreitenden Einsatz auf dem Eisernen Rhein in die Niederlande und nach Deutschland mit ATB und PZB90 ausgerüstet worden. Außerdem wurde, da die Montzenroute bis Ende 2008 nicht elektrifiziert war, vom Bahnhof Aachen West aus die Baureihe 205 eingesetzt.
Beginnend ab den 2000er Jahren wurden die Lokomotiven ersetzt, im Personenverkehr in der Regel durch Triebwagen der Reihe AR 41, im Güterverkehr durch moderne Diesellokomotiven der Reihe 77.

## Fahrzeugübersicht
Die nachfolgende Übersicht gibt die Fahrzeuge an, ihre Umbauten und ihren Zustand.
| TVM-ausgerüstet                                      | ATB-ausgerüstet                             | Mit Heizgenerator ausgerüstet                                          | ausgemustert |
| ---------------------------------------------------- | ------------------------------------------- | ---------------------------------------------------------------------- | --- |
| 205.001, 205.006, 205.009, 205.011, 205.012, 205.014 | 205.007, 205.017, 205.023, 205.026, 205.033 | 205.005, 205.010, 205.015, 205.019, 205.029, 205.031, 205.040, 205.042 | 205.002, 205.004, 205.013, 205.016, 205.020, 205.021, 205.022, 205.024, 205.025, 205.027, 205.034, 205.036, 205.041, 205.042 |